# Rudolf Beiswanger
Rudolf Beiswanger (* 22. Februar 1903 in Altona, heute ein Bezirk in Hamburg; † 12. Oktober 1984 in Hamburg) war ein deutscher Schauspieler, Hörfunk- und Hörspielsprecher, Hörspielregisseur und Theaterintendant.

## Leben
Nach seiner Schauspielausbildung erhielt er sein erstes Engagement am Kurtheater Helgoland. Danach wurde er ans Hamburger St.-Pauli-Theater verpflichtet. In den 1930er Jahren kam er zu Richard Ohnsorg als Schauspieler an das Ohnsorg-Theater, das damals noch Niederdeutsche Bühne Hamburg hieß. Nach dem Zweiten Weltkrieg übernahm er als Intendant bis 1949/50 die Leitung des Hauses, weil Ohnsorg auf Druck der britischen Militärregierung diese Aufgabe abgeben musste.
Vor dem Kriege war er mehrere Jahre auch als Hörfunksprecher bei der Nordischen Rundfunk AG (NORAG) und deren Nachfolger, dem Reichssender Hamburg, tätig.
1940 erschien sein Theaterstück Du…!, das an seiner Bühne uraufgeführt wurde. Das Zwei-Personen-Stück spielt am Ende des Dreißigjährigen Krieges und handelt von zwei jungen Menschen, die sich zufällig in einer Kate treffen und versuchen wollen, nach den Wirren des langen Krieges, der sie bis dahin geprägt hat, ein gemeinsames Leben in der anbrechenden Friedenszeit aufzubauen. Zehn Jahre später wurde das Stück unter der Regie von Hans Freundt für den Hörfunk adaptiert und vom NWDR Hamburg am 30. September 1950 erstmals ausgestrahlt. Die Sprecher waren Beiswanger selbst und Heidi Kabel.
Ende der 1940er wurde das Ensemble des Ohnsorg-Theaters für den Hörfunk entdeckt. Es war in zahlreichen, zumeist mundartlichen Hörspielen der unterschiedlichsten Genres zu hören. Rudolf Beiswanger trat als Sprecher und auch als Regisseur in Erscheinung. Seit 1955 gehörte er auch zu den Darstellern der Kurzhörspielreihe Neues aus Waldhagen, die im Rahmen des Schulfunkprogramms des NWDR Hamburg und später des NDR ausgestrahlt wurde, um soziale Inhalte zu vermitteln.
Ulf-Thomas Lesle hat die Verdienste Beiswangers als Intendant des Ohnsorg-Theaters gewürdigt. Er habe mit „einem mutigen Spielplan, mit hoch- und plattdeutschen Stücken“ versucht, diese Bühne „von der drückenden Last“ völkischen Denkens zu befreien, das sich dort „von Anfang an eingenistet hatte“.
Zu Film und Fernsehen kam er erst Mitte der 1960er-Jahre. Er wirkte häufig in Haupt- und größeren Nebenrollen mit, wie etwa in den Fernsehserien Kapitän Harmsen und Kümo Henriette oder dem Fernsehfilm Die Dubrow-Krise von Wolfgang Menge. Zu den Spielfilmen, in denen er auftrat, gehörten unter anderem Grün ist die Heide, Klein Erna auf dem Jungfernstieg und Panische Zeiten von und mit Udo Lindenberg.
Beiswanger war mit Erna Beiswanger, geb. Stegen (1905–1977) verheiratet. Rudolf Beiswanger verstarb am 12. Oktober 1984. Das Urnengrab des Ehepaares befand sich bis zum Ablauf der Ruhezeit auf dem Hauptfriedhof Altona.

## Auszeichnung
- 1982: Fritz-Stavenhagen-Preis der Alfred-Toepfer-Stiftung F.V.S.

## Filmografie
- 1963: Hafenpolizei, Folge: Die Party – Regie: John Olden (Fernsehserie)
- 1965: Das Feuerzeichen – Regie: Frank Wisbar (Fernsehfilm)
- 1967: Heimweh nach St. Pauli – Regie: Karl Vibach (Fernsehfilm)
- 1968: Polizeifunk ruft – Folge: Der Reinfall, Regie: Hermann Leitner (Fernsehserie)
- 1968: Landarzt Dr. Brock, Folge: Die alte Mühle – Regie: Ralph Lothar (Fernsehserie)
- 1969: Die Dubrow-Krise – Regie: Eberhard Itzenplitz (Fernsehfilm)
- 1969: Charley’s Onkel – Regie: Werner Jacobs
- 1969: Klein Erna auf dem Jungfernstieg – Regie: Hans Heinrich
- 1969: Percy Stuart, Folge: Der reichste Mann der Welt – Regie: Ernst Hofbauer (Fernsehserie)
- 1969: Familie Bergmann – Regie: Herbert Ballmann (Fernsehserie)
- 1969–1970: Kapitän Harmsen – Regie: Claus Peter Witt (Fernsehserie)
- 1970: Polizeifunk ruft – Folge: Blinder Alarm, Regie: Hermann Leitner (Fernsehserie)
- 1971: Hamburg Transit – Folge: Der tolle Erno, Regie: Hermann Leitner (Fernsehserie)
- 1971: Tatort, Folge: Blechschaden – Regie: Wolfgang Petersen (Fernsehreihe)
- 1972: Grün ist die Heide – Regie: Harald Reinl
- 1973: Polizeistation, Folge: Die Überführung – Regie: Hans-Georg Thiemt (Fernsehserie)
- 1974: Tatort, Folge: Nachtfrost – Regie: Wolfgang Petersen (Fernsehreihe)
- 1975: PS – Geschichten ums Auto – Regie: Claus Peter Witt (Fernsehserie)
- 1975: John Glückstadt – Regie: Ulf Miehe (Fernsehfilm)
- 1976: Schaurige Geschichten, Folge: Liebste Luise – Regie: Tom Toelle (Fernsehserie)
- 1978–1980: Onkel Bräsig – Regie: Stanislav Barabas und Volker Vogeler (Fernsehserie)
- 1979: St. Pauli-Landungsbrücken – Regie: Dagmar Damek (Fernsehserie)
- 1979: Kümo Henriette – Regie: Wilfried Dotzel (Fernsehserie)
- 1980: Panische Zeiten – Regie: Udo Lindenberg
- 1981: Kudenow oder An fremden Wassern weinen – Regie: Claus Peter Witt (Fernseh-Zweiteiler)
- 1981: Landluft – Regie: Claus Peter Witt (Fernsehfilm)
- 1982: Teufelsmoor (Miniserie)
- 1982: Unheimliche Geschichten (Fernsehserie), Folge: Zwei Augen im Dunkel – Regie: Dieter Kehler
- 1983: Tatort, Folge: Wenn alle Brünnlein fließen – Regie: Pete Ariel (Fernsehreihe)
- 1984: Auf einem langen Weg – Regie: Christian Görlitz
- 1984: Jagger und Spaghetti – Regie: Karsten Wichniarz

## Regie bei Hörspielen (Auswahl)
- 1960: An'e Eck von de Melkstroot – Mit Hartwig Sievers, Erna Raupach-Petersen, Harald Heitmann, Henry Vahl
- 1961: Een Handbreet wieder … – Mit Walther Bullerdiek, Karl-Heinz Kreienbaum, Otto Lüthje
- 1962: Keen Platz in't Hus – Mit Karl-Heinz Kreienbaum Hilde Sicks, Ernst Grabbe
- 1963: Koppgeld – Mit Hans Fitze, Erna Raupach-Petersen, Edgar Bessen
- 1963: Duppelt Spill – Mit Hans Sievers, Erna Raupach-Petersen, Heidi Kabel
- 1963: Küselwind – Mit Erna Raupach-Petersen, Jochen Schenck, Edgar Bessen, Heidi Mahler
- 1964: Dat gefährliche Öller – Mit Heinz Lanker, Erna Raupach-Petersen, Edgar Bessen
- 1965: De Dörpdoktor – Mit Hartwig Sievers, Heidi Kabel, Jochen Schenck
- 1965: Kristoffer Kolumbus – Mit Christa Wehling, Jochen Schenck, Otto Lüthje

Als Sprecher war Beiswanger in mehr als 120 Hörspielen in unterschiedlichsten Rollen zu hören.